# Comuna Arhanhelska Sloboda, Kahovka
Arhanhelska Sloboda (în ucraineană Архангельська Слобода) este o comună în raionul Kahovka, regiunea Herson, Ucraina, formată din satele Arhanhelska Sloboda (reședința) și Vilna Ukraiina.

## Demografie
Componența lingvistică a comunei Arhanhelska Sloboda
     Ucraineană (89,85%)
     Rusă (8,5%)
     Română (1,23%)
     Alte limbi (0,34%)
Conform recensământului din 2001, majoritatea populației comunei Arhanhelska Sloboda era vorbitoare de ucraineană (89,85%), existând în minoritate și vorbitori de rusă (8,5%) și română (1,23%).